# Motuihe
Motuihe je ostrov, který se nachází v zálivu Hauraki na Novém Zélandu. Leží mezi ostrovy Motutapu a Waiheke.
Na ostrově se nachází přírodní rezervace, kterou spravuje Department of Conservation ve spolupráci s Motuihe Trust. Ostrov je populární díky svým plážím a vzácným plazům a ptákům, kteří zde bylo (re)introdukováni ve snaze o obnovení autentické biodiverzity z dob před lidským osídlením Nového Zélandu (k vidění je mj. kivi Owenův, pištci bělohlaví či papoušci kakariki). Jedná se o populární výletní destinaci – z centra Aucklandu se lze na ostrov dostat lodí za 30 minut.